# Rongyosok

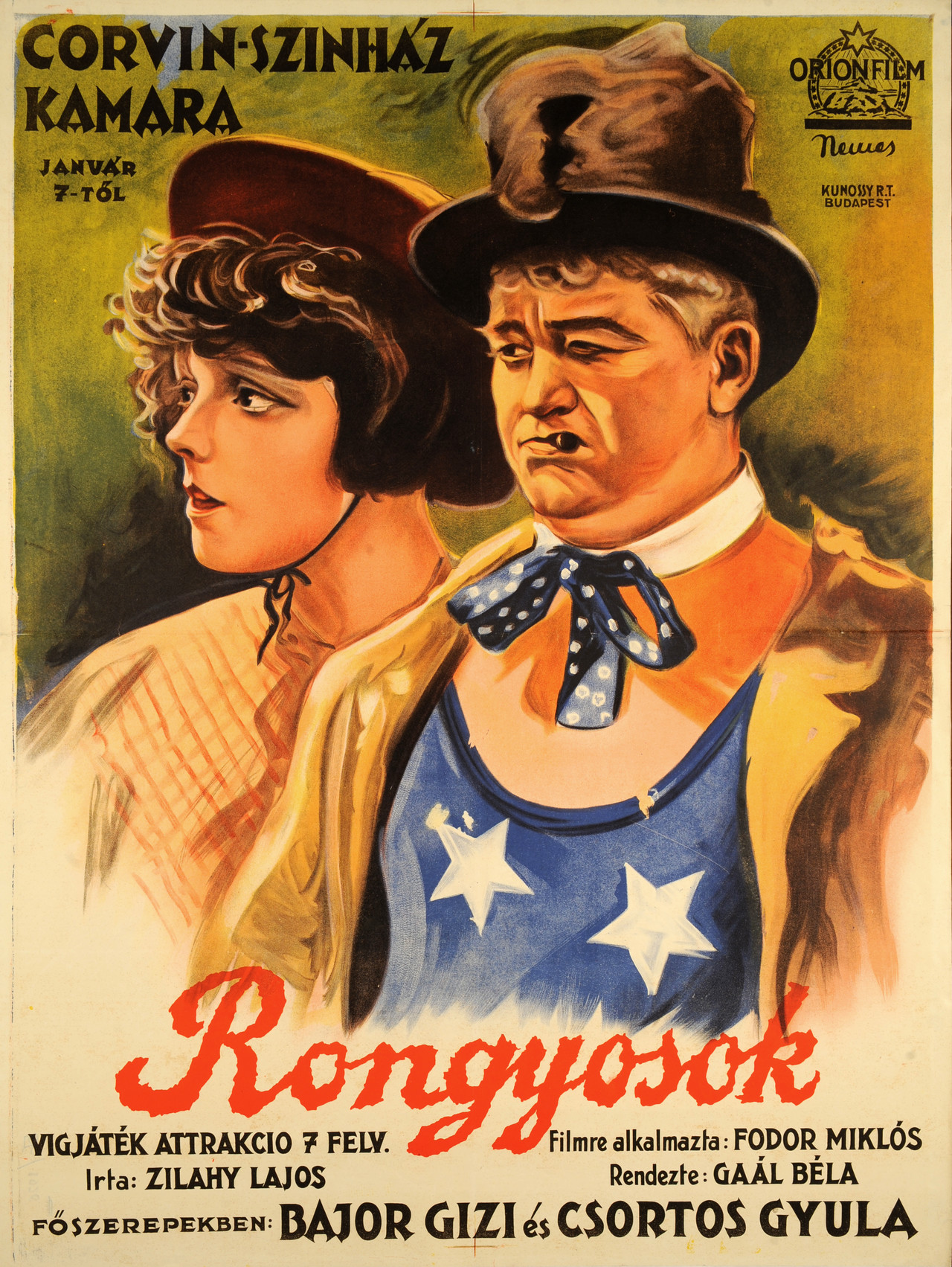
Affiche du film par György Nemes

Rongyosok est un film muet hongrois réalisé par Béla Gaál sorti en 1926. C'est l'adaptation d'un roman de Lajos Zilahy.

## Fiche technique
- Producteur : Miklós Fodor (en)
- Directeur de la photographie : János Vanicsek
- Décorateur : István Básthy (eo)
- Date de sortie
  - Royaume de Hongrie (1920-1946) : 7 janvier 1926

## Distribution
- Gizi Bajor
- Gyula Csortos
- Peggy Norman (de)
- József Kürthy (en)
- Marianne Abonyi
- Sándor Pethes (en)
- Endre Szeghő (eo)
- Sándor Fülöp (eo)
- Dózsa István (hu)
- Gyula Stella
- Géza Boross
- Erzsébet Gyöngyössy (eo)
- Gusztáv Vándory (en)